# Anyphops maculosus
Espèce
Synonymes
- Selenops maculosus Lawrence, 1940

Anyphops maculosus est une espèce d'araignées aranéomorphes de la famille des Selenopidae.

## Distribution
Cette espèce est endémique d'Afrique du Sud. Elle se rencontre au Cap-Occidental et au Cap-Oriental.

## Description
La carapace de la femelle holotype mesure 4,7 mm de long sur 5,3 mm et l'abdomen 6,4 mm de long.

## Publication originale
- Lawrence, 1940 :  The genus Selenops (Araneae) in South Africa. Annals of the South African Museum, vol. 32, p. 555-608 (texte intégral).